# Ligne 156 (Infrabel)
La ligne 156 Hermeton-sur-Meuse - Mariembourg - Chimay - Anor (F) fut établie à l'initiative de la noblesse chimacienne par le biais de la Compagnie de Chimay dont c'était la seule ligne.
Ligne secondaire visant à désenclaver les entités belges d'une région transfrontalière appelée la Fagne (et plus largement la Thiérache), la ligne et sa compagnie exploitante entrèrent dans la petite histoire du chemin de fer en Belgique comme les dernières à être nationalisées, au terme de la concession initiale, en 1948.

## Histoire
Le 28 mai 1856, Joseph de Riquet de Caraman, héritier de la famille princière de Chimay et diplomate ayant participé à la mise en place de l'État belge souhaite faire profiter sa région natale du chemin de fer naissant. Il obtient la concession d'une ligne de chemin de fer permettant de relier Chimay à la ligne Charleroi - Vireux (sur la Meuse française) à hauteur de Mariembourg. Le projet de ligne à vocation locale est rapidement amendé pour se prolonger jusqu'à Momignies, au bord de la frontière française, avec comme perspective de se raccorder à la ligne de Paris à Soissons et à son prolongement vers la frontière belge.
En deux ans, la voie est posée entre Mariembourg et Chimay en suivant le tracé le plus économique, soit en évitant les fonds de vallées et les obstacles naturels (cours d'eau et tunnels). Seule l'Eau Blanche doit être franchie (à proximité de Virelles). La plupart des gares intermédiaires se trouvent donc à distance respectable des villages desservis. Le 15 octobre 1858, le train inaugural (tracté par une locomotive de la Compagnie de l'Entre Sambre et Meuse) circule entre Mariembourg et Chimay. La desserte est prolongée l'année suivante vers Momignies.
En juin 1862, la compagnie reçoit une concession complémentaire pour relier la Meuse au départ de Mariembourg via la gare de Doische sur la ligne 138A (que la Compagnie de l'Est Belge venait juste d'inaugurer). Cette jonction permet d'atteindre Givet et Charleville-Mézières. Ce tronçon est inauguré en 1864. Bien que fort éloigné de la région Chimacienne, il est probable que cette seconde concession ait été acceptée à cause de l'incertitude qui régnait alors concernant la liaison Momignies - Anor.
En 1866, une section complémentaire est inaugurée. Elle suit la frontière entre Doische et Agimont puis descend progressivement vers la Meuse et la ligne 154, exploitée par la Compagnie du Nord-Belge, qui est atteinte à Hermeton-sur-Meuse, près de Hastière. L'exploitant souhaitait dès le départ embrancher sa ligne à l'Ouest sur la ligne Lille - Thionville, mais la France est en pleine ébullition (ce qui mènera à la guerre franco-prussienne de 1870) et ne souhaite pas voir se multiplier les voies de communication transfrontalières. Si la voie est posée en 1868, elle ne pourra être exploitée qu'après le conflit, en 1871.

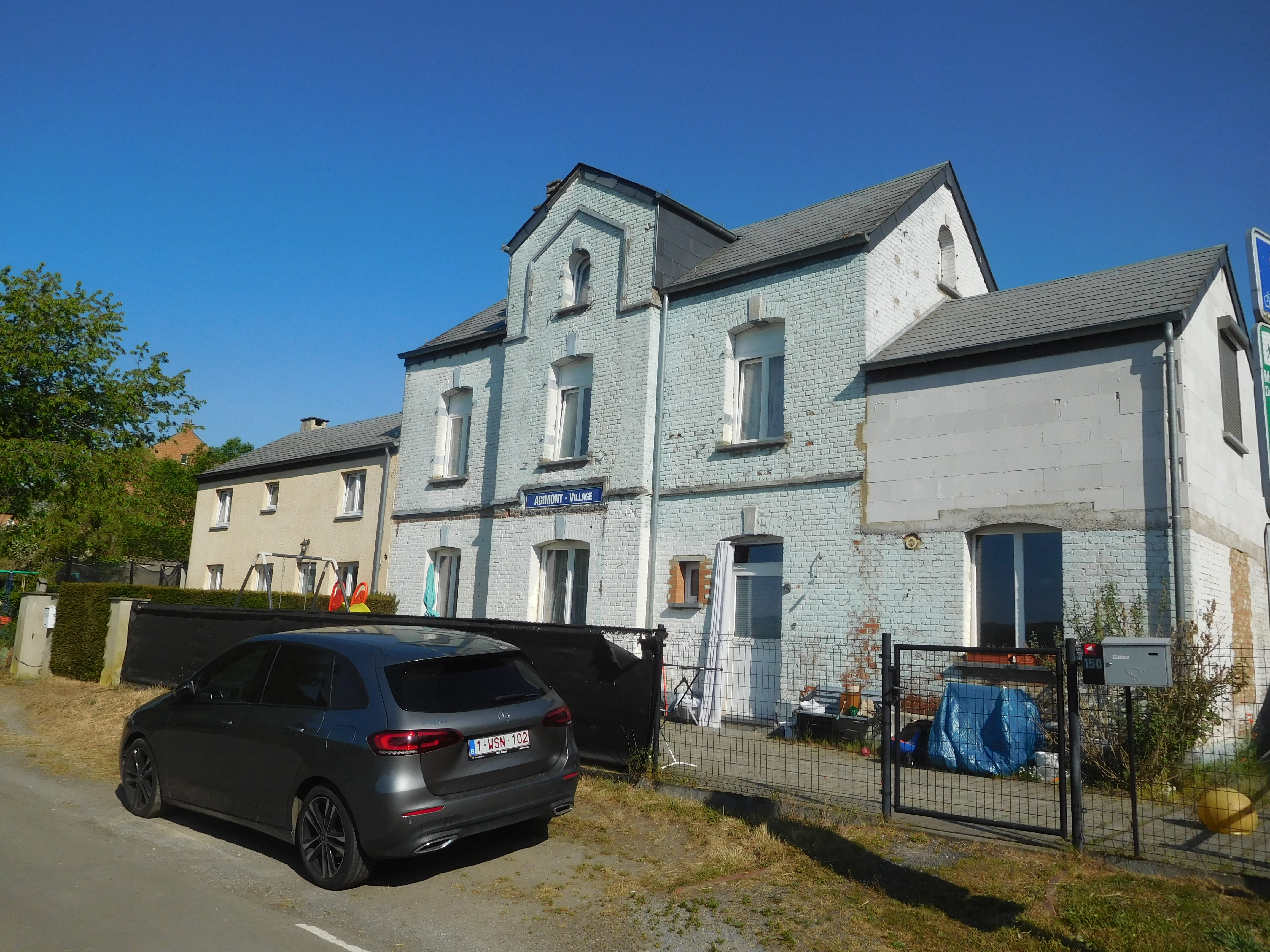
La gare d'Agimont-Village existe toujours

En 1875, après avoir tenté de la racheter (et s'être vu opposer un refus des autorités belges), la Compagnie du Nord signe une convention avec la Compagnie de Chimay. Le but est de sous-traiter certaines dessertes, ainsi que l'entretien lourd du matériel, en échange de la traction de certains trains de transit. Cet accord revêt un intérêt économique pour la Compagnie de Chimay, et stratégique pour la compagnie du Nord dont le réseau est discontinu : une filiale belge exploite Liège - Namur - Dinant - Givet alors que la suite du trajet en France fait partie du réseau de la Compagnie de l'Est. Comme Anor fait partie du réseau du Nord, l'accès par la ligne 156 fournit au Nord le chaînon manquant entre ses réseaux. En reliant Anor à la vallée de la Meuse, où le Nord - Belge exploite un chemin de fer allant jusqu'à Namur et Liège, la ligne de la Compagnie de Chimay, ainsi patronnée par la Compagnie du Nord, représentait en théorie un raccourci sur la route entre Paris et l'Allemagne, les Pays-Bas et l'industrie liégeoise par rapport au tracé par Erquelinnes et Charleroi qui avait le désavantage de devoir emprunter, moyennant péage, la ligne de Charleroi à Namur des chemins de fer de l’État. Cependant le relief peu favorable de la ligne d'Anor à Hastière rendait l'itinéraire peu compétitif.
En 1882, l'État belge relie Mons à Chimay en inaugurant la ligne 109.
Durant la Première Guerre mondiale la ligne est - comme plusieurs autres - utilisée par l'occupant pour ravitailler le front autour de Verdun. Certaines sections sont temporairement portées à double voie, mais ces dispositions sont annulées après le conflit, faute de trafic suffisant.
En 1940, l'État belge nationalise temporairement la compagnie pour motif stratégique (le second conflit mondial). En mai 1941, la compagnie reprend l'exploitation, mais dès août, le matériel a fait l'objet de nombreux sabotages et le trafic régulier s'interrompt. Il ne reprendra qu'en 1944, en support de la progression des alliés vers l'Allemagne. L'absence d'ouvrages d'art (à l'exception du viaduc de Virelles) et donc d'éléments complexes à réparer avait permis de la remettre rapidement en état.
En 1948, la concession prend fin. La SNCB récupère l'exploitation et rachète la Compagnie de Chimay. Le matériel roulant est majoritairement radié et le personnel intégré à la compagnie nationale.
La voiture s'est entretemps démocratisée et l'abandon du trafic voyageurs entre Chimay et Anor survient en novembre 1953, suivi en 1954 de la section Mariembourg - Hermeton-sur-Meuse (qui perd également sa desserte fret) et en septembre 1964 pour le tronçon subsistant (la gare de Chimay avait cessé d'être desservie depuis Mons en 1962).
En 1978, le tronçon à l'est de Mariembourg est déferré. La section Doische - Agimont est transformée en chemin de promenade. Un trafic de cabotage fret subsiste vers Momignies jusqu'en 1984 où il est limité à Chimay, puis finalement abandonné en 1987 (à l'exception de la desserte du zoning de Mariembourg, reprise sous le numéro de ligne industrielle 286).
Le 3 juin 1987, la SNCB ayant abandonné tout trafic, le CFV3V (Chemin de fer à vapeur des trois vallées) organise une desserte touristique estivale : des autorails (dont les ex-553.129 et 4001 de la SNCB) atteignent Momignies alors que les locomotives à vapeur sont limitées à Chimay, où se trouve un triangle de retournement.
Une société coopérative - la TEMCA (Transports de l'Entre Sambre et Meuse, de Chimay et des Ardennes) - est mise en place en 1989 par le CFV3V et les pouvoirs publics locaux pour assurer une desserte marchandises des clients qui le souhaitent. Elle acquiert à cette fin deux locomotives diesel de la série 60 (les 6019 et 6086) en cours de radiation prématurée à la SNCB. Après une exploitation émaillée de quelques suspensions pour cause de difficultés administratives, l'essentiel de cette desserte sera abandonné en 1999, en raison du faible volume d'activités et de l'état déplorable de la voie. La SNCB scellera définitivement l'avenir de la ligne en supprimant le passage à niveau de Mariembourg, sur la N5. Il est vrai que cette route au gabarit autoroutier ne s'y prêtait plus.
En 1990, le MET a inauguré le tronçon Hermeton - Mariembourg du Réseau RAVeL 2 (voies lentes réservées aux piétons, cyclistes et cavaliers).
En 1993, la desserte des carrières CCM (Comptoir des Calcaires et Matériaux) de Wallers-en-Fagne (du côté français de la frontière) passe sous le régime du raccordement privé après le rachat par les carrières de l'assiette de voie entre Anor et Momignies (Macon) où ses camions viennent transborder depuis 1986. Cette partie de la voie a finalement été déclassée et démontée à la suite de la construction de l'embranchement côté français.
En septembre 2007, Infrabel a procédé au démontage partiel des voies entre le zoning industriel de Mariembourg et Macon. La conversion en voie lente (RAVeL) est envisagée.
Le 1er juin 2016 fut inaugurée la piste de RAVeL sise sur l'emprise de la ligne ferroviaire entre Momignies et Hastières, la piste est néanmoins interrompue au niveau de la gare de Mariembourg du fait des activités ferroviaires, le tronçon manquant entre le zoning (N5) et la gare devrait être aménagé à court terme.

## Infrastructure

### Profil
Souvent décrit comme difficile, le profil de la ligne 156 reste meilleur que d'autres lignes de la région (notamment les lignes 138 et 138A).
Pour s'extraire de la vallée de la Meuse, la ligne passe d'une altitude de 100 à 167 m (altitude de la gare de Doische). Après une faible montée (2 ‰) entre Hastière et Hermeton-sur-Meuse, la ligne atteint Doische par une portion de 6 km frôlant la frontière française et comportant une série de rampes de 5 et 10 ‰ qui nécessitaient d'ajouter une locomotive en pousse des trains lourds ; à titre de comparaison, la ligne 138 comportait entre Givet et Doische une rampe continue, très raide, de 14 ‰ sur près de 6 km.
Entre Doische, Mariembourg et Boussu-en-Fagne, les rampes varient entre 3 et 6 ‰ avec un sommet près de Matagne-la-Grande. La montée entre Boussu-en-Fagne et Chimay est plus difficile (entre 8 et 9 ‰) ; elle se poursuit par une ascension atteignant 10 ‰ jusqu'au faîte de la ligne à Seloignes et redescend ensuite vers Momignies par une pente de 7, puis 2 ‰. La suite de la ligne entre Momignies et Anor possède un profil en dents de scie avec de courtes rampes atteignant à plusieurs reprises 10 ‰.

### Ouvrages d'art

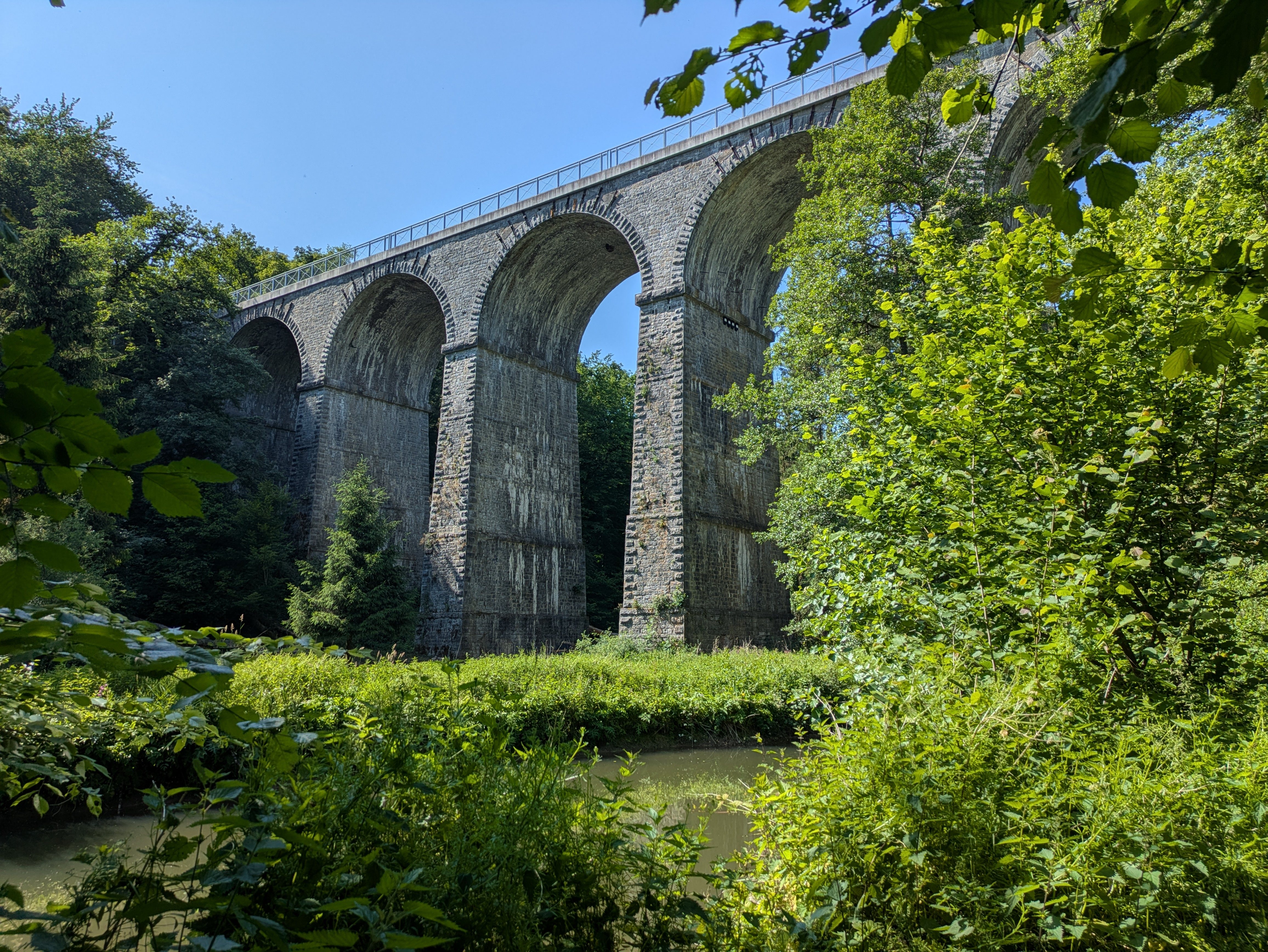
Viaduc de Blaimont

Le seul ouvrage d'art de la ligne est le viaduc de Blaimont, situé à Virelles sur l'Eau Blanche. Il mesure 28 mètres de haut pour 165 mètres de long et compte huit arches.

### Gares
La Compagnie de Chimay avait réalisé un plan standard pour les gares intermédiaires : un modeste bâtiment à étage muni d'un pignon transversal et de très courtes ailes (certaines haltes possédaient quant à elles des bâtiments plus petits). Il existe deux exceptions :
- La gare de Chimay, est légèrement plus grande que les gares standard, dont elle s'inspire, et possède de longues ailes basses[4] ;
- La gare de Momignies[5] était un bâtiment très particulier, peut-être inachevé, avec deux parties hautes en briques (servant de logement de fonction pour le chef de gare et pour celui des douanes) encadrant une aile basse en bois, utilisée par les voyageurs. La partie en bois a depuis été démolie, laissant un espace vide entre les deux parties en briques.

## Utilisation
De tout temps, la Compagnie de Chimay a favorisé le trafic marchandises au trafic voyageurs, ce qui s'est notamment traduit par la mise en œuvre de trains mixtes (une voiture voyageurs ajoutée aux convois de marchandises). On comptait jusqu'à cinq allers-retours de ce type par jour entre Mariembourg et Chimay entre les deux conflits mondiaux.
À la fin du XIXe siècle, la ligne a vu passer un trafic de transit de la Compagnie du Nord. Toutefois, le profil médiocre de la ligne limitait l'intérêt de cette option.
À partir de 1986, les carrières de Wallers-en-Fagne (anciennement Wallers-Trélon jusqu'en 2007) expédient quotidiennement plusieurs trains complets de pierre calcaire vers le nord de la France et la région parisienne. Le sous-sol de cette partie de la Fagne (la Calestienne) propose en effet une pierre de grande qualité. La desserte est organisée via Anor et l'embranchement français (où les trains sont repris par la SNCF) à l'aide des deux machines rachetées à TEMCA en 1993.
Fin 2007, la carrière a été reprise par la société Colas (groupe Bouygues) qui a obtenu une licence comme opérateur ferroviaire auprès de RFF (Réseau Ferré de France) et dessert la carrière via sa filiale Colas Rail (ex-SECO-DG), d'abord avec une locomotive ex-BB 63000 SNCF en complément des série 60, et plus récemment avec des Vossloh G1206 (identiques aux BB 61000 françaises et proches des HLD 77-78 belges).
Enfin, une courte section a subsisté entre la gare et le zoning industriel de Mariembourg, numérotée ligne industrielle 286.